# جهان پشمالوی یوشی
جهان پشمالوی یوشی (انگلیسی: Yoshi's Woolly World) یک بازی ساخته شده توسط گود-فیل و منتشر شده توسط نینتندو است که در سال ۲۰۱۵ برای وی یو و در سال ۲۰۱۷ برای نینتندو ۳دی‌اس منتشر شده‌است. در این بازی کاربر کنترل یوشی را بر عهده دارد.